# FL Большой Медведицы
FL Большой Медведицы (лат. FL Ursae Majoris), HD 69285 — одиночная переменная звезда в созвездии Большой Медведицы на расстоянии приблизительно 1130 световых лет (около 347 парсеков) от Солнца. Видимая звёздная величина звезды — от +7,14m до +7,05m.

## Характеристики
FL Большой Медведицы — красный гигант, пульсирующая медленная неправильная переменная звезда (LB:) спектрального класса M3III.